# Corine Dorland
Corine Dorland (Assendelft, 30 juni 1973) is een Nederlands wielrenster en veldrijdster, mountainbiker en BMX'er.
Op het onderdeel BMX werd Dorland tienmaal wereldkampioene, toen stapte ze over naar de mountainbike.
In 2000 nam Dorland deel aan het onderdeel mountainbike op de Olympische zomerspelen van Sydney.
In 1999, 2000 en 2001 werd Dorland Nederlands kampioen mountainbike op het onderdeel cross-country.
Op de wereldkampioenschappen veldrijden 2001 werd zij tweede. Op de Nederlandse kampioenschappen veldrijden werd zij viermaal op rij tweede, steeds achter Daphny van den Brand.
Na haar actieve wielercarrière bleef ze actief in een voor haar nieuwe tak van wielersport. Ze organiseerde evenementen voor het Velodrome Amsterdam.